# 13992 Cesarebarbieri
13992 Cesarebarbieri (1993 FL8) là một tiểu hành tinh vành đai chính.